# Cal Capellà
Cal Capellà o Can Jalenques és un mas del vilatge de Les Casetes del Congost, al barri de Santa Eugènia del Congost al municipi de Tagamanent (Catalunya)

## Descripció
És una casa del segle xvii situada a ponent de Can Pere Moliner. És esmentada en una obra cabdal per conèixer la toponímia de Tagamanent.
Aquesta bonica casa feia les funcions de casa rectoral i escola del poble. Actualment és un habitatge particular. Després es conegué per can Jalenques, cognom de l'anterior propietari. Va recuperar l'antiga denominació de cal Capellà, el propietari actual és Jordi Morera. És la primera casa d'aquest veïnat, del segle xvii, sota el camí can Xesc, que porta a Cal Músic i Can Pere Moliner, sobre la carretera de Ribes, ara C-17.